# Akce Zámky
Akce zámky (1945–1947) byla ojedinělá humanitární akce na pomoc dětem, které se vracely z koncentračních táborů, která byla rozšířena také na děti z internačních táborů pro Němce. Akci zorganizoval humanista Přemysl Pitter se svou spolupracovnicí Olgou Fierzovou a podílelo se na ní mnoho dalších dobrovolných spolupracovníků.
Přemysl Pitter založil v roce 1933 na pražském Žižkově Milíčův dům, zařízení pro mimoškolní výchovu dětí z chudých rodin. Děti židovského původu i někteří Pittrovi spolupracovníci museli během války odejít do ghett v Lodži, Terezíně a do dalších koncentračních táborů. Již během války Pitter tajně pomáhal židovským rodinám, a když se blížil konec války, začal plánovat zřízení dětských ozdravoven, kde by se mohly zotavit děti, které se vrátí z koncentračních táborů. Budova Milíčova domu ani ozdravovny v Mýtě u Rokycan se k tomuto účelu z kapacitních důvodů nehodily. V květnu 1945 byl Pitter pověřen zdravotně-sociální komisí České národní rady, aby mohl jednat v záležitosti zřízení ozdravoven pro děti z koncentračních táborů. Pro akci se mu podařilo v okolí Prahy zajistit tři zámky, které byly zkonfiskovány baronu Ringhofferovi - Štiřín, Kamenice, Olešovice a blízký zámeček Lojovice, zabavený profesoru Knausovi. V říjnu 1945 k těmto budovám přibyl i penzion Bellevue v nedalekém Ládví. Zámecké prostory bylo nutno upravit a zařídit pro provoz dětských ozdravoven.
První děti z terezínského ghetta, které bylo v té době ohroženo tyfovou epidemií, byly do ozdravoven přivezeny 22. 5. 1945. Ozdravovnami prošlo kromě dětí z Terezína také mnoho děti a mladých lidí z jiných koncentračních táborů, celkem jich bylo 247. O děti se starali dobrovolníci z okruhu přátel Přemysla Pittra, např. manželé Zdeněk a Milada Teichmannovi, Otuše Dürrová, manželé Růžičkovi, Dobroslava Štěpánková, Antonín Moravec a další. Pro děti bylo nutné zajistit také lékařskou péči. Pro tuto funkci získal Přemysl Pitter židovského lékaře Emila Vogla, který jako jediný z rodiny přežil útrapy koncentračních táborů. Emil Vogl pak vybudoval v Lojovicích lékařský dům.
Celá akce byla zpočátku financována zejména z dědictví po profesoru Miloši Seifertovi a také z finančních darů. Personál ozdravoven pracoval bezplatně. Pro vysokou finanční náročnost akce navrhl P. Pitter Zemskému národnímu výboru převzetí ozdravoven. Výbor s tím souhlasil a P. Pittra jmenoval správcem ozdravoven a zároveň členem sociální komise při Zemském národním výboru.
Jako člen této komise měl P. Pitter mimo jiné na starost kontrolu poměrů v internačních táborech pro Němce, do kterých bylo před odsunem shromažďováno obyvatelstvo německého původu. Situace v těchto táborech byla mnohdy katastrofální a Pitter se zasazoval o jejich humanizaci. Do „akce zámky“ tak později přibral i německé děti z těchto táborů. Pittrova kritika poválečného násilí na německém obyvatelstvu stejně jako pobyt německých dětí v ozdravovnách vyvolal velkou kritiku ze strany Ministerstva vnitra i veřejnosti a Pitter byl ze sociální komise Zemského národního výboru vyloučen. Ozdravovny byly rychle převedeny pod správu Ministerstva ochrany práce a sociální péče a akce zámky mohla plynule pokračovat. "Akce zámky" trvala do roku 1947 a za celou dobu se z koncentračních a internačních táborů podařilo zachránit více než 810 dětí.
Děti ze zámeckých ozdravoven postupně odcházely. Židovské děti odjížděly do Palestiny, německé děti do Německa okupovaného spojeneckými armádami. Sirotkům byly hledány adoptivní nebo pěstounské rodiny. Kromě péče o děti v ozdravovnách se rozeběhlo detektivní pátrání po ztracených dětech, které zůstaly ve válečném chaosu bez kontaktů s příbuznými. Pátrací stanice z okupačních zón v Německu, které zaštiťoval Mezinárodní červený kříž, se obracely na P. Pittra a jeho spolupracovníky s žádostmi o pomoc při pátrání po hledaných dětech. Pátrání po ztracených dětech nebo jejich rodičích pokračovalo až do roku 1950.